# Liste der EU-Vogelschutzgebiete in Oberbayern
Die Liste der EU-Vogelschutzgebiete in Oberbayern zeigt die Europäischen Vogelschutzgebiete (englisch Special Protection Area, SPA) im bayerischen Regierungsbezirk Oberbayern. Sie sind Bestandteil des europäischen Schutzgebietsnetzes Natura 2000.
Teilweise überschneiden sie sich mit bestehenden FFH-, Natur- und Landschaftsschutzgebieten.
In Oberbayern gibt es 27 EU-Vogelschutzgebiete. (Stand Februar 2016)
| Name                                                          | Bild | Kennung                     | Einzelheiten | Position | Fläche Hektar | Datum |
| ------------------------------------------------------------- | ---- | --------------------------- | --- | -------- | ------------- | ----- |
| Ammergebirge mit Kienberg und Schwarzenberg sowie Falkenstein |      | DE-8330-471 WDPA: 555537966 | | ⊙        | 30.114,85     |       |
| Ammerseegebiet                                                |      | DE-7932-471 WDPA: 555537930 | | ⊙        | 7.676,53      |       |
| Chiemseegebiet mit Alz                                        |      | DE-8140-471 WDPA: 555537948 | | ⊙        | 10.376,47     |       |
| Donauauen zwischen Lechmündung und Ingolstadt                 |      | DE-7231-471 WDPA: 555537881 | | ⊙        | 6.995,12      |       |
| Estergebirge                                                  |      | DE-8433-471 WDPA: 555537973 | | ⊙        | 11.993,32     |       |
| Felsen und Hangwälder im Altmühltal und Wellheimer Trockental |      | DE-7132-471 WDPA: 555537875 | | ⊙        | 3.610,89      |       |
| Freisinger Moos                                               |      | DE-7636-471 WDPA: 555537912 | | ⊙        | 1.134,84      |       |
| Geigelstein                                                   |      | DE-8239-401 WDPA: 555537958 | | ⊙        | 3.207,00      |       |
| Haarmoos                                                      |      | DE-8043-371 WDPA: 555579398 | | ⊙        | 277,18        |       |
| Ismaninger Speichersee und Fischteiche                        |      | DE-7736-471 WDPA: 555537919 | | ⊙        | 1.009,56      |       |
| Karwendel mit Isar                                            |      | DE-8433-401 WDPA: 555537972 | | ⊙        | 19.590,00     |       |
| Loisach-Kochelsee-Moore                                       |      | DE-8334-471 WDPA: 555537968 | | ⊙        | 4.179,62      |       |
| Mangfallgebirge                                               |      | DE-8336-471 WDPA: 555537969 | | ⊙        | 15.901,61     |       |
| Mittleres Lechtal                                             |      | DE-8031-471 WDPA: 555537939 | | ⊙        | 3.229,77      |       |
| Moore südlich des Chiemsees                                   |      | DE-8141-471 WDPA: 555522149 | | ⊙        | 2.720,18      |       |
| Moorgebiet von Eggstätt-Hemhof bis Seeon                      |      | DE-8040-471 WDPA: 555537940 | | ⊙        | 2.013,71      |       |
| Murnauer Moos und Pfrühlmoos                                  |      | DE-8332-471 WDPA: 555537967 | Murnauer Moos | ⊙        | 7.386,18      |       |
| Nationalpark Berchtesgaden                                    |      | DE-8342-301 WDPA: 555579401 | | ⊙        | 21.364,00     |       |
| Naturschutzgebiet 'Östliche Chiemgauer Alpen'                 |      | DE-8241-401 WDPA: 555537959 | | ⊙        | 12.775,00     |       |
| Naturschutzgebiet 'Schachen und Reintal'                      |      | DE-8532-471 WDPA: 555537975 | Kernstück des Wettersteingebirges, vorherrschend alpine Rasen, Felslandschaften, Schuttfelder, Hochlagen Fichten-Wälder, Lärchen-Zirben-Wald, Bergmischwald und Latschen | ⊙        | 3.965,64      |       |
| Naturschutzgebiet 'Vogelfreistätte Mittlere Isarstauseen'     |      | DE-7537-401 WDPA: 555537908 | | ⊙        | 590,00        |       |
| Nördliches Erdinger Moos                                      |      | DE-7637-471 WDPA: 555537913 | | ⊙        | 4.525,00      |       |
| Nördlinger Ries und Wörnitztal                                | BW   | DE-7130-471 WDPA: 555537874 | Nördlinger Ries | ⊙        | 7.097,97      |       |
| NSG 'Vogelfreistätte Innstausee bei Attel und Freiham'        |      | DE-7939-401 WDPA: 555537931 | | ⊙        | 566,00        |       |
| Salzach und Inn                                               |      | DE-7744-471 WDPA: 555537920 | | ⊙        | 4.839,45      |       |
| Starnberger See                                               |      | DE-8133-401 WDPA: 67948     | | ⊙        | 5.671,00      |       |
| Taubenberg                                                    |      | DE-8136-302 WDPA: 555537947 | | ⊙        | 1.847,00      |       |
| Legende für Vogelschutzgebiet                                 |      |                             | |          |               |       |